# Vlag van Purmerend

vlag van de gemeente Purmerend

Historische vlag van Purmerend

De vlag van Purmerend is op 12 mei 1978 vastgesteld als de gemeentelijke vlag van de Noord-Hollandse gemeente Purmerend. De vlag bestaat uit een rode, gele en zwarte baan, waarbij de gele baan even hoog is als de beide andere banen. In de gele baan staan op 1/3 van de broekingzijde de drie zwarte eggen. De drie eggen zijn afgeleid van de drie zilveren eggen op het gemeentewapen.

## Historische vlag
Voor de huidige vlag, gebruikte de gemeente een officieuze vlag gelijkend op de huidige. Deze vlag bestond uit drie banen van gelijke hoogte in de kleuren rood-geel-zwart, en werd voor het eerst gedocumenteerd in een vlaggenboek van Hesman uit 1708. De herkomst van de kleuren is onbekend. Sierksma geeft als mogelijke verklaring de kleuren van het wapen van Holland.

### Verwante afbeeldingen

Wapen van Purmerend

Aalsmeer · Alkmaar · Amstelveen · Amsterdam · Bergen · Beverwijk · Blaricum · Bloemendaal · Castricum · Den Helder · Diemen · Dijk en Waard · Drechterland · Edam-Volendam · Enkhuizen · Gooise Meren · Haarlem · Haarlemmermeer · Heemskerk · Heemstede · Heiloo · Hilversum · Hollands Kroon · Hoorn · Huizen · Koggenland · Landsmeer · Laren · Medemblik · Oostzaan · Opmeer · Ouder-Amstel · Purmerend · Schagen · Stede Broec · Texel · Uitgeest · Uithoorn · Velsen · Waterland · Wijdemeren · Wormerland · Zaanstad · Zandvoort